# 台中聖壽宮
台中聖壽宮，又稱聖壽宮、台中大坑聖壽宮或大坑聖壽宮，是一座位於臺灣臺中市北屯區大坑地區的關帝廟，其前身為1684年後由渡海清軍在犁頭店地區建立的鍚壽堂。

## 歷史
1684年（康熙二十三年，臺灣併入清朝版圖後第二年）前後，西屯、南屯、烏日西側山區附近，有原住民與其他居民發生暴力衝突，各方調停不成，出身福建晉江的武將官員張國奉命率軍渡過台灣海峽前往平定。出發前，他奉請恩主 關聖帝君、帝爺公、湄洲媽祖神尊隨軍，以期護佑全軍平安。隨後，部隊自鹿港登陸，進駐半線（今彰化地區），並討伐大肚王國部落聯盟族人（「大肚番」）。在部落聯盟族人戰敗後，部隊移入東山，並屯墾於大墩、犁頭店一帶；為感謝神尊護佑平安，部眾建立錫壽堂，安置神像於其中奉拜。
台灣日治時期晚期，該廟之神像遭皇民化運動之「神佛升天運動」波及；部分神像很可能被集中焚燒，但也有部分神像被有心人士暗中保存。
1946年（民國三十五年，第二次世界大戰結束後第一年），士紳吳金燦、蔡炳村、徐萬得等，於臺中市西區民生路109巷2號，共同改建錫壽堂，安座四聖恩主：主席關聖帝君，及副主席孚佑帝君（呂仙祖）、司命真君（灶君）、玄天上帝（帝爺公）諸神像，以供信眾膜拜，並由武乩改為文乩。
此後，參拜祈求庇佑者絡繹不絕，香火鼎盛。廟宇建築也經數次修築改建，擴大宮貌，並分為內外殿。經過歷代主持王本、賴有財、賴春謀、楊旺，及間鑾許烏雲等人努力勸募，倡議組織管理委員會實務推行，並經天界頒賜諭旨，將鍚壽堂改為聖壽宮，以宣揚普化，加強推廣扶鸞闡教，及勸善濟世之工作，並於1972年（民國六十一年）3月組織成立財團法人台中聖壽宮，由董事長張啟仲，以及董事楊旺、呂國震、張子清、賴春謀、林清池、莊川流、李水土、葉全木，監事主席蔡榮原、黃瑞麟、張游阿純等為第一屆董監事，推行宮務。
因原宮址被劃入都市計劃之道路用地，也因原宮廟設施日益不敷信眾使用，眾人於是發起興建新宮。發起人張啟仲、呂國震、楊旺、林清池、張子清、莊川流等籌備組織興建委員會。隨後，四聖恩主恩賜吉地於臺中市北屯區大坑段805號（該地區俗稱「飛鷹山」），面積約八千多坪，由張子清、張游阿純捐獻，盧水旺、盧林葱、邱恕財捐贈部份道路用地。1972年（民國六十一年）6月9日（農曆四月廿八日），董事長張啟仲、臺中市長林澄秋、中國國民黨黨部主委王陶等主持破土奠基典禮，並於興工之日邀請臺中市各界人士前往觀禮。建築設計由葉懷津建築師義務負責，不收任何酬勞；其設計有前殿、後殿、兩廂、鐘鼓樓，為仿古之宮殿樣式，內部設計為結合傳統與現代元素而成。興建會總幹事張子清、財務組長呂國震、總會計蘇天佑、工務組長莊川流等負責督導工程。
1981年（民國七十年，辛酉年）2月25日，舊宮全部神像遷入臺中市東山路2段56號新宮入火安座 （页面存档备份，存于），慶典七天法會，法會順利完成。
1983年（民國七十二年，癸亥年）農曆六月廿十日，前殿二樓新設「迎聖閣」，奉祀舊宮開山恩主金尊 關聖帝君、關平太子、周大將軍及豁落靈官（王天君）暨齊天大聖神像。另設有聖佛仙神集會迎聖廳，及左右殿扶鸞及乩房。
1985年(民國74年，乙丑年)農曆2月20日，奉聖示依該宮地勢地理，於飛鷹山之鷹頭兩側開兩條登山步道，賜名為天聖明道。左步道為龍道365階，右步道為虎道172階。龍側奉立至聖先師孔夫子聖像，再上層慈母觀音、涼亭；虎側奉立恩主公（關聖帝君）座騎赤兔馬並手持青龍大刀，並於龍側路旁建造金龍涼亭。總工程費除由政府協助部份水土保持經費，餘全賴虔誠善信大德及董監事、興建委員等捐獻。
1988年(民國77年)12月18日(農曆11月10日)起七天，慶祝聖壽宮落成舉行三獻清醮。

## 奉祀神尊
正殿供奉五聖恩主，即關聖帝君、孚佑帝君、司命真君、玄天上帝、岳武穆王，其金身皆以純銅鑄造（每尊重約2噸）。兩廂樓：文昌帝君(左邊樓下)，天上聖母(右邊樓上)、聖母駕前千里眼及順風耳將軍），觀世音菩薩(左邊樓上)及駕前金童、玉女，地藏王菩薩(右邊樓下)。前殿樓下供奉城隍尊神、福德正神、及虎爺神。正殿內面關聖帝君左前供奉關平太子、張仙大帝，右前供奉周倉大將軍、豁落靈官、王天君等神尊；其神像配合新宮建築皆為新彫金身。

## 外部連結
- 財團法人台中聖壽宮 （页面存档备份，存于）
- 全國寺院宮廟基本資料調查表 - 08.台中市-99年調查寺院宮廟基本資料.pdf